# Andropogon polyptychos
Andropogon polyptychos är en gräsart som beskrevs av Ernst Gottlieb von Steudel. Andropogon polyptychos ingår i släktet Andropogon och familjen gräs.
Artens utbredningsområde är Sri Lanka. Inga underarter finns listade i Catalogue of Life.